# Punta Gorda (Floryda)
Punta Gorda – miasto w Stanach Zjednoczonych, w stanie Floryda, siedziba administracyjna hrabstwa Charlotte.